# Anathallis sclerophylla
Anathallis sclerophylla es una especie de orquídea epífita originaria de Brasil donde se encuentra en la Caatinga, el Cerrado y la mata atlántica.

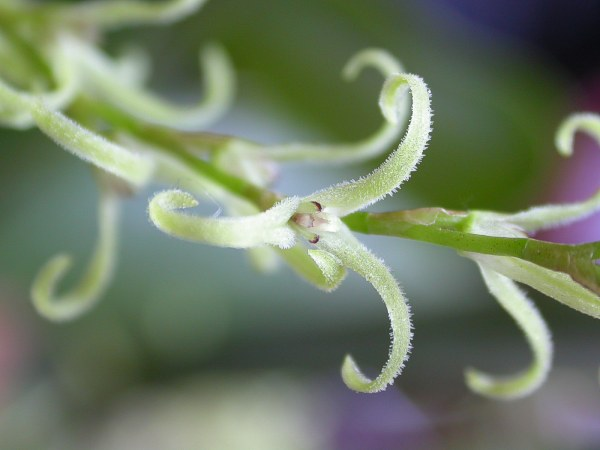
Flores

## Descripción
Es una orquídea de pequeño tamaño, que prefiere el clima fresco. Tiene hábitos de epífita, cespitosa, con ramicaules erectos que llevan una sola hoja, apical, elíptico-oblonga o oblanceolada, obtusa y peciolada. Florece en una inflorescencia apical, racemosa,de 30 cm de largo, más larga que la hoja, la presencia de numerosas inflorescencias con flores que se mantienen muy por encima de la hoja pueden tener el mismo tiempo de apertura, las fragantes flores se producen en el otoño.

## Distribución y hábitat
Se encuentra en México, Guatemala, El Salvador, Costa Rica, Colombia, Ecuador, Bolivia, Perú y Venezuela, Guyana, Guayana Francesa, Surinam y Brasil en bosques húmedos montanos y nebliselvas en altitudes de 480 a 3100 metros.

## Taxonomía
Anathallis sclerophylla fue descrito por (Lindl.) Pridgeon & M.W.Chase y publicado en Lindleyana 16(4): 250. 2001.
Sinonimia
- Anathallis secunda Barb.Rodr.
- Humboltia sclerophylla (Lindl.) Kuntze
- Humboltia stenopetala (Lodd. ex Lindl.) Kuntze
- Pleurothallis lamprophylla Schltr.
- Pleurothallis listrostachys Rchb.f.
- Pleurothallis ottonis Schltr.
- Pleurothallis peregrina Ames
- Pleurothallis poasensis Ames
- Pleurothallis sclerophylla Lindl.
- Pleurothallis stenopetala Lodd. ex Lindl.
- Pleurothallis tricora Schltr.
- Pleurothallis triura Schltr.
- Pleurothallis urosepala F.Lehm. & Kraenzl.
- Specklinia sclerophylla (Lindl.) Luer
- Zosterophyllanthos stenopetalus (Lodd. ex Lindl.) Szlach. & Marg.	[2][4][5]